# Lista jocurilor istorice
Jocurile video istorice sunt un gen de jocuri video în care poveștile se bazează pe evenimente istorice și pe oameni celebri. Unele jocuri video istorice sunt simulatoare, care încearcă o portretizare exactă a unui eveniment istoric, civilizație sau biografie, în măsura în care cercetările istorice disponibile vor permite. Alte jocuri video istorice sunt povești fictive care se bazează pe o persoană reală și faptele din trecut. 

## Jocuri  stabilite în epoca preistorică
| Titlu                            | Data eliberării | Perioada de timp        | Note privind setarea |
| -------------------------------- | --------------- | ----------------------- | -------------------- |
| Ancestors: The Humankind Odyssey | 2019            | Acum 10 milioane de ani |                      |
| Far Cry Primal                   | 2016            | 10 000 î.Hr.            |                      |

## Jocuri stabilite în epoca antică
| Titlu                                 | Data eliberării | Perioada de timp | Note privind setarea |
| ------------------------------------- | --------------- | ---------------- | -------------------- |
| Assassin's Creed Odyssey              | 2018            | 431–422 î.e.n.   |                      |
| Assassin's Creed Origins              | 2017            | 49–44 î.Hr.      |                      |
| Ryse: Son of Rome                     | 2013            | 58-68 d.Hr.      |                      |
| Hegemony Gold: Wars of Ancient Greece | 2012            | ~400-300 î.e.n.  |                      |
| Hegemony Rome: The Rise of Caesar     | 2014            | ~50 î.e.n.       |                      |
| Hegemony III: Clash of the Ancients   | 2015            | ~500-300 î.e.n.  |                      |

## Jocuri stabilite în epoca medievală
| Titlu                         | Data eliberării | Perioada de timp     | Note privind setarea |
| ----------------------------- | --------------- | -------------------- | -------------------- |
| Assassin's Creed (joc video)  | 2007            | 1191                 |                      |
| Ghost of Tsushima             | 2020            | 1274                 |                      |
| Assassin's Creed Valhalla     | 2020            | 873                  |                      |
| Kingdom Come: Deliverance     | 2018            | 1403                 |                      |
| Assassin's Creed II           | 2009            | 1459-1499            |                      |
| Assassin's Creed: Brotherhood | 2010            | 1500-1507            |                      |
| Assassin's Creed: Revelations | 2011            | 1511-1512, 1191-1257 |                      |

## Jocuri stabilite în epoca modernă
| Titlu                           | Data eliberării | Perioada de timp | Note privind setarea              |
| ------------------------------- | --------------- | ---------------- | --------------------------------- |
| Assassin's Creed IV: Black Flag | 2013            | 1715-1722        | Epoca de aur a piraților          |
| Războiul lui Assassin's Creed   | 2014            | 1751-1776        | Războiul de șapte ani             |
| Assassin's Creed III            | 2012            | 1754-1781        | Războiul de Independență american |
| Assassin's Creed Unity          | 2014            | 1776-1794        | Revolutia Franceza                |
| Assassin's Creed Syndicate      | 2015            | 1868             | Londra victoriană                 |
| Red Dead Redemption 2           | 2018            | 1899-1907        |                                   |